# Чимадольмо
Чимадольмо (італ. Cimadolmo, вен. Çimadolmo) — муніципалітет в Італії, у регіоні Венето,  провінція Тревізо.
Чимадольмо розташоване на відстані близько 440 км на північ від Рима, 39 км на північ від Венеції, 16 км на північний схід від Тревізо.
Населення — 3441 особа (2014).
Щорічний фестиваль відбувається 31 грудня. Покровитель — San Silvestro.

## Демографія
Населення за роками:

Станом на 1 січня 2023 року в муніципалітеті офіційно проживало 505 іноземців з 29 країн, серед них 140 громадян країн Євросоюзу та 7 громадян України.

## Сусідні муніципалітети
- Марено-ді-П'яве
- Мазерада-суль-П'яве
- Ормелле
- Сан-Поло-ді-П'яве
- Санта-Лучія-ді-П'яве
- Спрезіано
- Ваццола